# 276389 Winkel
276389 Winkel este o planetă minoră (asteroid) din centura de asteroizi. A fost descoperită pe 22 noiembrie 2002 la Observatorul Palomar de Near Earth Asteroid Tracking. 
Obiectul prezintă o orbită caracterizată de o semiaxă mare de 2,2610236383271 UAi, o excentricitate de 0,10740587048091, o înclinație de 5,7415201050034 ° în raport cu ecliptica.